# Süßer die Glocken nie klingen
Süßer die Glocken nie klingen – niemiecka kolęda z XIX wieku.
Autorem tekstu był niemiecki teolog i pedagog Friedrich Wilhelm Kritzinger, który napisał słowa do pochodzącej z Turyngii ludowej melodii znanej przed 1836 rokiem.

## Tekst niemieckiFriedricha Wilhelma Kritzingera[2]
Süßer die Glocken nie klingen
als zu der Weihnachtszeit,
’s ist, als ob Engelein singen
wieder von Frieden und Freud’.
 |: Wie sie gesungen in seliger Nacht: |
Glocken mit heiligem Klang,
klinget die Erde entlang!
O, wenn die Glocken erklingen,
schnell sie das Christkindlein hört:
 Tut sich vom Himmel dann schwingen
eilig hernieder zur Erd’.
 |: Segnet den Vater, die Mutter, das Kind: |
Glocken mit heiligem Klang,
klinget die Erde entlang!
Klinget mit lieblichem Schalle
über die Meere noch weit,
dass sich erfreuen doch alle
seliger Weihnachtszeit.
 |: Alle aufjauchzen mit herrlichem Sang!: |
Glocken mit heiligem Klang,
klinget die Erde entlang!